# Wissenschaftsrat (Österreich)
Der Wissenschaftsrat (inoffizielle Eigenbezeichnung auch: Österreichischer Wissenschaftsrat) war das zentrale Beratungsgremium des Bundesministers für Wissenschaft, der gesetzgebenden Körperschaften und der Universitäten in den Angelegenheiten des Universitätswesens und in Fragen der Wissenschaftspolitik und der Kunst. Der Wissenschaftsrat wurde auch eingerichtet als Beobachtungs- und Analysestelle des österreichischen Universitäts- und Wissenschaftssystems unter Bedachtnahme auf europäische und internationale Entwicklungen sowie Erarbeitung von Vorschlägen zu dessen Weiterentwicklung.
Der Wissenschaftsrat wurde am 30. Juni 2023 aufgelöst und zusammen mit dem Rat für Forschung und Technologieentwicklung mit 1. Juli 2023 vom Rat für Forschung, Wissenschaft, Innovation und Technologieentwicklung abgelöst.

## Organisation
Der Wissenschaftsrat wurde mit dem Universitätsgesetz 2002 (UG) eingerichtet (VII. Teil, § 119) und 2003 installiert.
Der Wissenschaftsrat setzte sich aus zwölf Mitgliedern aus unterschiedlichen Bereichen der Gesellschaft, insbesondere aus Wissenschaft und Kunst, aber auch aus Wirtschaft und Industrie, zusammen. Die letzten Mitglieder des Wissenschaftsrates schieden Ende 2021 aus und die freiwerdenden Stellen wurden nicht nachbesetzt. Die Mitglieder waren sowohl inländische als auch ausländische, durch individuelle wie institutionelle Erfahrungen ausgewiesene Experten. Den Vorsitz führte von Anfang 2016 bis Ende 2021 Antonio Loprieno, der Jürgen Mittelstraß ablöste. Nikolaus Possanner leitete die Geschäftsstelle.

## Arbeitsweise
Der Wissenschaftsrat erarbeitete seine Vorschläge in der Form von Empfehlungen und Stellungnahmen. Diese waren gemäß Gesetz auch zu veröffentlichen. Darüber hinaus legte der Wissenschaftsrat dem Nationalrat alle drei Jahre einen Tätigkeitsbericht vor.
Der österreichische Wissenschaftsrat verstand sich „als unabhängiges, sachkundiges Beratungsorgan mit dem Recht zur Eigeninitiative, das seine Expertise zur Optimierung des österreichischen Wissenschafts- und Universitätssystems zur Verfügung stellt. Angesichts von nunmehr [zu der Zeit] 21 autonomen Universitäten in Österreich sieht sich der Österreichische Wissenschaftsrat als Relais und Vertrauen stiftender Mittler, der die Entwicklung des österreichischen Wissenschaftssystems, insbesondere des Universitätssystems, kritisch begleitet und Fehlentwicklungen etwa durch einseitige Profillagen oder strukturelle Mängel aufzeigt und sie in Chancen zu verwandeln sucht.“

## Stellungnahmen
In der Zeit seines Bestehens hat der österreichische Wissenschaftsrat viele Stellungnahmen zu Gesetzes- und Verordnungsentwürfen erarbeitet aber auch zu diversen aktuellen Fragen Material gesammelt und veröffentlicht:
- 2004: vier Stellungnahmen (u. a. zu Haftungsfragen des UG 2002; Vorziehprofessuren als Anreizsystem; Leistungsindikatoren)
- 2005: sechs Stellungnahmen (u. a. zu Mitteleuropäisches Wissenschaftszentrum Wien; Leistungsvereinbarung)
- 2006: vier Stellungnahmen (u. a. zu Ausgestaltung des Doktoratsstudiums; Eckpunkte zur österreichischen Wissenschafts- und Forschungsentwicklung; Einrichtung eines European Institute of Technology (EIT))
- 2007: sechs Stellungnahmen (u. a. zur Förderung des wissenschaftlichen Nachwuchses; Neuordnung des Universitätszugangs; Exzellenzentwicklung in der österreichischen Wissenschaft)
- 2008: sechs Stellungnahmen (u. a. zur Erweiterung der Mitverantwortung; Einführung von Zulassungsregelungen in den Master- und Doktoratsstudien; Nationaler Qualifikationsrahmen; Entwicklung eines hochschulpolitischen Planungsrahmens)
- 2009: (u. a. zu Kunstuniversitäten)